# Capacité dynamique
Pour les articles homonymes, voir Capacité.
En théorie organisationnelle, la capacité dynamique est la capacité d'une organisation à adapter délibérément sa base de ressources. Le concept a été défini par David Teece, Gary Pisano et Amy Shuen, dans leur article de 1997 intitulé « Dynamic Capabilities and Strategic Management », comme « la capacité de l'entreprise à intégrer, développer et reconfigurer ses compétences internes et externes pour faire face à un environnement en évolution rapide ».
Le terme est souvent utilisé au pluriel, capacités dynamiques, soulignant que la capacité de réagir correctement et en temps opportun aux changements externes impose une combinaison de capacités multiples.

## Présentation
L'expression « capacités dynamiques » a été introduite dans un document de travail de David Teece, Gary Pisano et Amy Shuen, dont la version finale a été publiée en 1997.
L'idée de capacités dynamiques est semblable au concept de capacités opérationnelles qui existait auparavant ; la seconde se rapporte aux opérations courantes d'une organisation, tandis que la première, fait référence à la capacité d'une organisation à produire les résultats exigés de chaque processus afin d’atteindre les objectifs attendus, à partir des ressources consommées dans chacune de leurs catégories. 
Ainsi, les compétences de base d'une organisation devraient être utilisées pour créer des positions concurrentielles à court terme qui peuvent être développées en avantage concurrentiel à long terme. Nelson et Winter, dans leur ouvrage de 1982 An Evolutionary Theory of Economic Change, établissent un lien entre la croissance du concept de capacités dynamiques et la vision de l'entreprise fondée sur les ressources et le concept de " routines " dans les théories évolutionnaires de l'organisation. Douma et Schreuder le décrivent comme un pont entre la littérature stratégique axée sur l'économie et l’évolution des organisations.
Le point de vue de l'entreprise fondé sur les ressources met l'accent sur l'avantage concurrentiel durable ; le point de vue des capacités dynamiques, quant à lui, met davantage l'accent sur la question de la survie concurrentielle en réponse à l'évolution rapide des conditions commerciales actuelles. Dans l'une des rares études empiriques sur le sujet, Gregory Ludwig et Jon Pemberton, spécialistes de la stratégie, ont demandé des éclaircissements sur les processus spécifiques du renforcement dynamique des capacités dans certaines industries afin de rendre le concept plus utile aux cadres supérieurs qui établissent les orientations pour leurs entreprises.
La théorie des capacités dynamiques concerne l'élaboration de stratégies permettant aux cadres supérieurs des entreprises prospères de s'adapter à des changements radicaux et discontinus, tout en maintenant des normes minimales de capacités pour assurer la survie concurrentielle. Par exemple, les industries qui ont traditionnellement compté sur un processus de fabrication spécifique ne peuvent pas toujours changer ce processus à court terme lorsqu'une nouvelle technologie arrive. Lorsque cela se produit, les gestionnaires doivent adapter leurs propres routines pour tirer le meilleur parti de leurs ressources existantes tout en planifiant simultanément les changements futurs des processus lorsque les ressources se déprécient. De même, la théorie met en avant les changements liés aux capacités internes plutôt qu’aux forces commerciales externes. 
L’analyse du Web 2.0 par Amy Shuen sur le « New Dynamic Capabilities » met l'accent sur la capacité de l'entreprise à orchestrer et restructurer rapidement des compétences d'origine externe, allant d'Apple, Google Android, IBM Linux aux écosystèmes des développeurs aux innovations ouvertes financées par la foule (l'application mobile Obama08). Elles s'appuient sur des ressources internes comme les plateformes, le savoir-faire et les réseaux numériques, sociaux et mobiles. Cependant, selon Philip Cordes-Berszin  et selon Basiouni, des recherches plus poussées sont nécessaires pour mesurer les "capacités" et appliquer correctement les idées à des situations pratiques de gestion.
De nombreux chercheurs ont soutenu que la théorie de la capacité dynamique est vague et répétitive. Il s'agit là d'une question cruciale, et bien que la théorie demeure très utile lorsqu'il s'agit de savoir comment réagir à l'évolution de l'environnement commercial, il se peut qu'elle ne parvienne pas à décrire exactement comment. De plus, Lawson et Samson suggèrent que les capacités de la théorie sont difficiles à identifier, et dans certains cas, ces mêmes capacités peuvent mener à une capacité de base qui devient rigide. En tant que telle, l'utilisation de la théorie dans son état actuel est difficile sans pouvoir préciser, développer et identifier davantage ces capacités.
Wheeler et Zahra et alii , ont proposé une mise en exécution des capacités dynamiques et de les tester davantage dans différents contextes et pays. Pour clarifier davantage les concepts liés aux théories de la capacité dynamique et de la capacité d'absorption, Wheeler a introduit une application dérivée de la théorie de la capacité dynamique pour l'activation du réseau. Le cycle d'innovation de Wheeler facilite la compréhension et la prédiction de la façon dont les entreprises transforment les capacités dynamiques associées à l'activation nette en valeur client en utilisant la théorie de la capacité dynamique. Ces entreprises sont en mesure de "reconfigurer continuellement leurs ressources internes et externes pour utiliser les réseaux numériques afin d'exploiter les occasions d'affaires" grâce à leurs "routines, connaissances, analyses et règles pour créer de la valeur pour les clients grâce à leur capacité d'accès au réseau" (p. 128). Par conséquent, et en se basant sur le modèle NEBIC de Wheeler, Williams a développé des instruments qualitatifs pour mesurer les capacités dynamiques et Basiouni a développé les mesures quantitativement et les a testées sur de nombreux sites et dans différents pays comme le Canada et l'Arabie Saoudite.

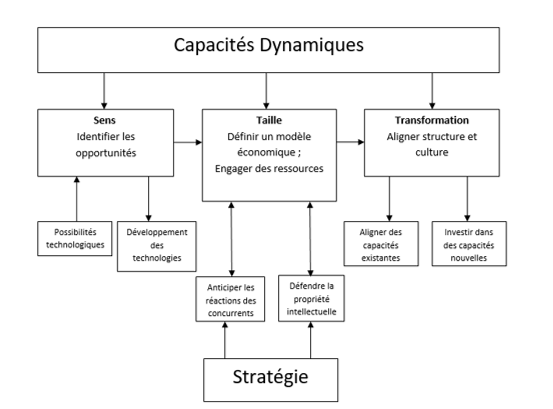
Processus des capacités dynamiques

## Procédés
Arndt, Pierce et Teece (2017) fournissent une description détaillée des processus et des racines théoriques. Teece, Pisano et Shuen ont proposé trois capacités dynamiques nécessaires pour qu'une organisation puisse relever de nouveaux défis : la capacité des employés à apprendre rapidement et à construire de nouveaux actifs stratégiques. Ensuite, l'intégration de ces nouveaux actifs stratégiques, y compris la capacité, la technologie et les commentaires des clients, dans les processus d'entreprise. Et enfin la transformation ou la réutilisation des actifs existants qui se sont dépréciés. Teece désigne la réalisation réussie de ces trois étapes par le biais « d’agilité organisationnelle ».

### Apprendre
La première étape, l'apprentissage, exige des employés et des gestionnaires qu'ils réorganisent leur routine. En effet, cela va promouvoir les interactions qui mènent à des solutions fructueuses, à des problèmes particuliers, de reconnaître et d'éviter les activités dysfonctionnelles et les angles morts stratégiques, et de faire un usage approprié des alliances et des acquisitions pour apporter au cabinet de nouveaux actifs stratégiques de sources externes. Un exemple pratique en est fourni par Jean-Pierre Jeannet et Hein Schreuder, dans leur livre From Coal to Biotech, qui explique comment l'entreprise néerlandaise DSM s'est transformée deux fois en utilisant des " cycles d'apprentissage stratégique ".

### Nouveaux actifs
Dans son ouvrage Managing Quality, publié en 1988, David A. Garvin affirme que la performance de la qualité dépend des routines organisationnelles de collecte et de traitement de l'information, de l'établissement de liens entre les expériences des clients et les choix de conception technique et de la coordination des usines et des fournisseurs de composants.

### Transformation d'actifs existants
En 1993, les économistes Amit et Schoemaker ont souligné que le succès sur des marchés en évolution rapide dépend de la modification de la structure de l'actif de l'entreprise afin d'accomplir une transformation interne et externe rapide. Les entreprises doivent élaborer des processus pour apporter des changements à moindre coût tout en réalisant la reconfiguration et la transformation avant la concurrence. Cela peut être soutenu par la décentralisation, l'autonomie locale et les alliances stratégiques.

### La co-spécialisation
Un autre concept de capacités dynamiques est la co-spécialisation. Par exemple, les actifs physiques, les ressources humaines et la propriété intellectuelle d'une entreprise, qui se sont développés ensemble au fil du temps, sont plus précieux en combinaison qu'individuellement, et confèrent à une entreprise un avantage concurrentiel durable.

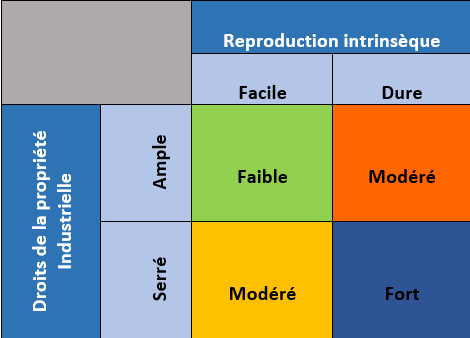
Les régimes de qualification

### Distinction entre les capacités dynamiques et les capacités ordinaires
Les capacités dynamiques sont étroitement liées au concept de capacités ordinaires, car il s'agit dans les deux cas de capacités organisationnelles, mais elles sont pourtant de nature distincte. La vision axée sur les ressources de l'entreprise et la vision des capacités dynamiques (VCD) se sont concentrées sur deux grandes catégories de capacités organisationnelles essentielles au rendement de l'entreprise. D’une part, les capacités ordinaires d'ordre zéro nécessaires pour exploiter les actifs stratégiques actuels d'une entreprise dans le cadre des activités quotidiennes (hiver 2003). D’autre part, les capacités dynamiques supérieures nécessaires pour modifier la base de ressources de l'entreprise en intégrant, développant et restructurant les compétences (Eisenhardt & Martin; Teece et al.). Qaiyum et Wang montrent en 2018 que des capacités ordinaires et dynamiques sont nécessaires dans différents contextes.